# École pluridisciplinaire internationale
Pour les articles homonymes, voir EPI.
L'École pluridisciplinaire internationale (arabe : المدرسة الدولية المتعددة الاختصاصات بسوسة) ou EPI, appelée École privée d'ingénieurs jusqu'en 2016, est une école d'enseignement supérieur privée de Tunisie basée à Sousse et agréée par le ministère de l'Enseignement supérieur et de la Recherche scientifique (agrément no2011-02). Elle est une composante du groupe EPI.

## Écoles
L'EPI comprend trois écoles d'enseignement supérieur :
- école polytechnique ;
- une école de commerce ;
- une école d'architecture.

### EPI-Polytec
L'EPI-Polytec offre plusieurs spécialités et parcours :
- cycle préparatoire aux études d'ingénieurs ;
- cycle d'ingénieur en génie informatique ;
- cycle d'ingénieur en génie électromécanique ;
- cycle d'ingénieur en génie électrique ;
- cycle d'ingénieur en génie industriel ;
- cycle d'ingénieur en génie mécanique ;
- cycle d'ingénieur en génie civil.

### EPI Business School
L'EPI Business School offre plusieurs spécialités et parcours :
- licence appliquée en comptabilité ;
- licence appliquée en marketing ;
- licence appliquée en production et logistique ;
- licence fondamentale en gestion mention finance ;
- licence fondamentale en gestion administration des affaires ;
- master professionnel en comptabilité contrôle audit ;
- master professionnel en distribution et relation client ;
- master professionnel en logistique et supply chain management ;
- master professionnel en entrepreneuriat et management de projets ;
- master professionnel en ingénierie financière.

### EPI-Arch
L'EPI-Arch est une école d'architecture qui propose un parcours de six ans permettant une formation aux futures architectes.